# Heinrich Coelestin von Sternbach
Heinrich Coelestin von Sternbach, auch Heinrich oder Henricus Coelestinus, (getauft 3. Oktober 1613 in Berlin; † 16. April 1679 in Lübeck) war ein deutscher Rechtsgelehrter, Kanzler von Schwedisch-Pommern und Vizepräsident am Obertribunal Wismar.

## Leben
Heinrich Coelestin war der zweite Sohn des Christoph Coelestinus († 1630), kurbrandenburgisch-neumärkischer Regierungsrat und Lehnssekretär, und dessen Frau Ursula Chemnitz. Er besuchte die Ratsschule in Lüneburg und begann 1633 ein Studium der Rechtswissenschaften an der Universität Wittenberg. Als Magister soll er von dort an die Universität Frankfurt an der Oder gegangen sein, sein Name ist jedoch in den dortigen Matrikeln nicht aufgefunden worden. 1640 war er als Magister Henricus Coelestinus an der Universität Rostock immatrikuliert. Dort veröffentlichte er erstmals mehrere Schriften und erhielt das Recht Vorlesungen zu halten und Disputationen zu führen.
1642 wurde er als Professor der Rechte am Pädagogium Stettin angestellt. An der Universität Frankfurt an der Oder wurde er am 28. August 1643 zum Doktor beider Rechte promoviert. 1648 wurde er Richter am Stettiner Hofgericht. Am 15. September 1649 wurde er mit dem Namenszusatz von Sternbach in den erblichen schwedischen Adelsstand erhoben. 1652 wurde er Assessor am neugegründeten Obertribunal Wismar und 1655 dort zum Assistenzrat ernannt. Im selben Jahr nahm er am Feldzug des schwedischen Königs Karl X. Gustav nach Polen teil. Im Mai 1656 wurde er zusammen mit Gotthard Welling an den Hof des Fürsten Georg II. Rákóczi nach Siebenbürgen entsandt. Er ließ sich vom Hauslehrer seiner Kinder, Conrad Jacob Hildebrandt, begleiten, der später eine Reisebeschreibung veröffentlichte. Von Weißenburg aus ging er im Dezember 1656 ins Hoflager nach Polen, wo er sich wahrscheinlich längere Zeit aufhielt. 
1658 wurde er zum schwedischen Kanzler von Pommern bestellt und übte dieses Amt zwölf Jahre aus. Er wurde 1670 zum Burggrafen von Malmö und 1671 als Nachfolger von David Mevius zum Vizepräsidenten des Obertribunals Wismar ernannt. Als die Dänen 1675 Wismar eroberten, übersiedelte er nach Lübeck, wo er 1679 starb. Er wurde in einer Grabkapelle der Maria-Magdalenenkirche (Burgkirche) beigesetzt.

## Familie
Heinrich Coelestinus heiratete am 31. Oktober 1643 Sabine Schambach (* 1626), Tochter des Stettiner Ratsverwandten Johann Schambach (1581–1658). Der Ehe entstammten vier Söhne und vier Töchter. Mehrere Kinder starben vor dem Vater. Der Sohn Dieterich war zuletzt Obrist in schwedischen Diensten.

## Schriften (Auswahl)
- Dispitationum Fasciculus primus ad lib. I. Instit. Justin. Imperatoris De Jure personarum. Rhet, Stettin 1643.
- Disputatio juridica de libello famoso. Rhet, Stettin 1643 (Digitalisat).
- Progymnasma Fori. Rhet, Stettin 1645 (Digitalisat).
- De Arbitrio Armorum Dissertatio. Goetsch, Stettin 1647 (urn:nbn:de:bvb:12-bsb10631004-9).